# Emsthöhle
Die Emsthöhle ist eine Tropfsteinhöhle im Tal des Grüner Baches in Iserlohn-Grüne am Nordrand des Rheinischen Schiefergebirges. Sie befindet sich im Massenkalk des oberen Mitteldevon und gehört zum Bunker-Emst-Höhlensystem.
Die Höhle wurde bei Bahnbauarbeiten in den Jahren von 1860 bis 1863 entdeckt. Ihr Eingang liegt am Südhang der Dröscheder Emst auf 197 m über NHN. 1992 konnte von der  Speläogruppe Letmathe eine Verbindung zur 1926 entdeckten Bunkerhöhle geschaffen werden, die im darauffolgenden Jahr wieder verschlossen wurde.